# Праккенбах
Праккенбах (нім. Prackenbach) — громада в Німеччині, розташована в землі Баварія. Підпорядковується адміністративному округу Нижня Баварія. Входить до складу району Реген.
Площа — 40,06 км2. Населення становить 2776 ос. (станом на 31 грудня 2020).